# Тихий Олександр Іванович
Олександр Іванович Тихий (22 жовтня 1962, Київ — 2021) — український живописець і педагог; член Спілки художників України з 1994 року.

## Біографія
Народився 22 жовтня 1962 року в місті Києві (нині Україна). Син художників Івана Тихого та Ніни Божко. Закінчив у Києві Республіканську художню школу імені Тараса Шевченка, після чого працював учбовим майстром на кафедрі графіки Київського художнього інституту. Протягом 1981—1987 років навчався у ньому на монументальному відділенні живописного факультету, був учнем Вілена Чеканюка, Миколи Стороженка.

Надгробний пам'ятник.

Після строкової служби в Радянській армії працював у творчо-виробничому об'єднанні «Художник». Викладав у Київському національному університеті будівництва і архітектури. Мешкав у Києві в будинку на вулиці Героїв Севастополя, № 17Б, квартира № 62. Помер у 2021 році. Похований разом із родиною на Лук'янівському кладовищі, поблизу склепа Сольських (ділянка № 9, 50°28′6.64″ пн. ш. 30°27′14.68″ сх. д. / 50.4685111° пн. ш. 30.4540778° сх. д.).

## Творчість
Працював у галузях станкового (писав тематичні картини, портрети, пейзажі, натюрморти) і монументального живопису. Серед робіт:
станковий живопис
- «Вітер з гір» (1986);
- «В краю далекім» (1989);
- «Вечірній краєвид» (1989);
- «Туманний ранок» (1990);
- серія портретів українських гетьманів (1991);
- «Козацький курган» (1996);
- «Ноктюрн» (1998);
- «На Дніпрі» (2000);
- «Останній кошовий» (2007);
- «На річці Рось» (2007);
- «Під враженням Веласкеса» (2008);
- «Михайло Грушевський» (2008).

мозаїки
- «Кошовий Іван Сірко» (1991), «Гетьман Сагайдачний» (1993);
- у спорткомплексі Київського педагогічного університету імені Михайла Драгоманова. (1992)[2].

Роботи художника знаходяться в музеях Переяслава, Батурина, Канева, у приватних збірках в Україні, Канаді, Франції, Нідерландах та інших країнах.